# Ame-no-Nuboko

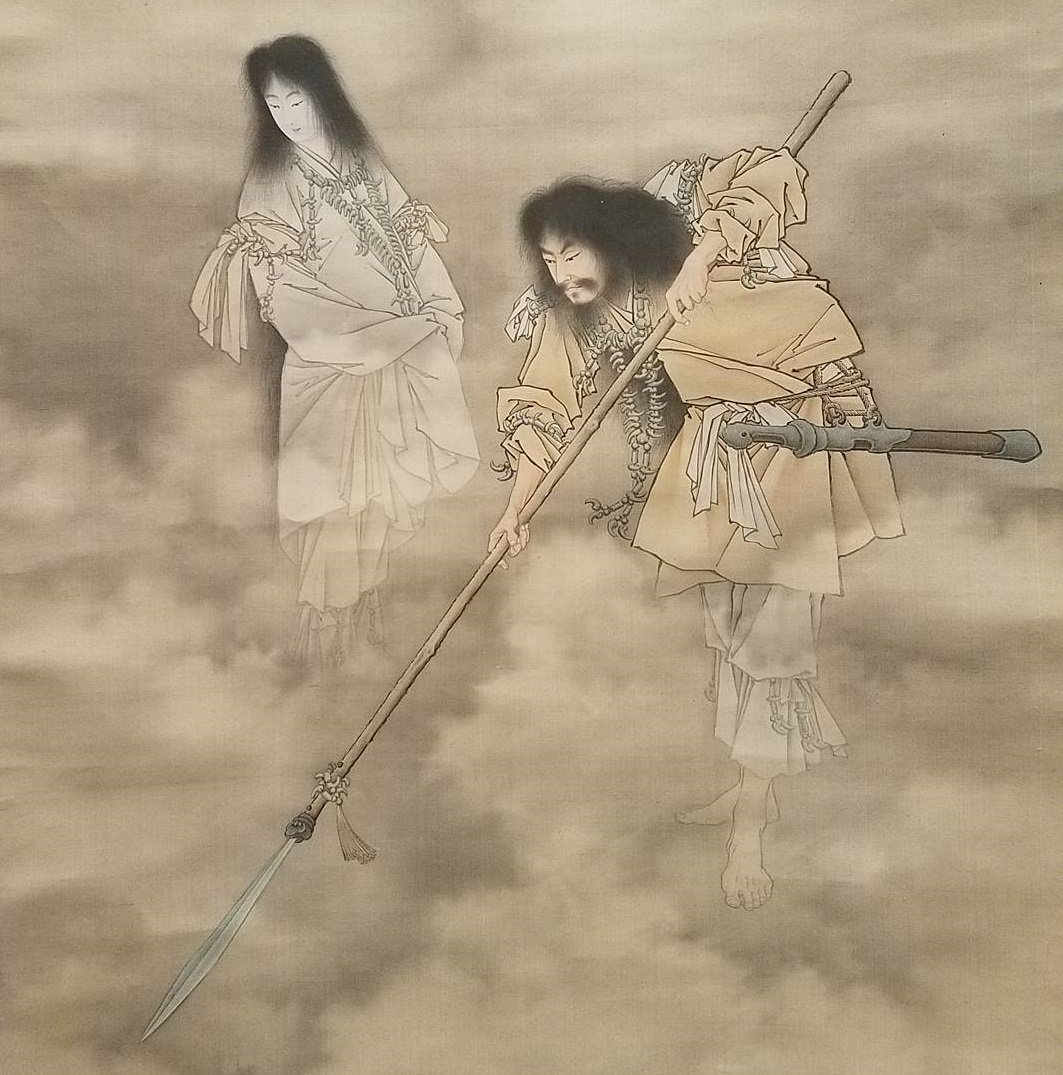
Esplorare gli oceani con il Tenkei (天瓊を以て滄海を探るの図, Tenkei o motte sōkai o saguru no zu). Dipinto di Kobayashi Eitaku, 1880–90. Museum of Fine Arts (Boston). Izanagi a destra, Izanami a sinistra

Ame-no-Nuboko (天沼矛 o 天之瓊矛 o 天瓊戈?, "lancia celeste di pietre preziose"), conosciuta anche semplicemente come Tenkei (天瓊?, "lancia celeste"), è il nome dato nella mitologia giapponese alla lancia usata per sollevare la massa terrestre primordiale, Onogoroshima, dal mare. È spesso raffigurata come una naginata.

## Mitologia
Secondo il Kojiki, gli dei della genesi shintoista Izanagi e Izanami, sono responsabili della creazione della prima terra. Per fare questo, ricevettero una spada decorata con magatama (gioielli) dai Kotoamatsukami, gli dei primordiali, chiamata Ame-no (celeste?)-no-nu-boko ("spada ingioiellata"?). Le due divinità si recarono quindi al ponte tra il cielo e la terra, Ame-no-ukihashi, e agitarono il mare sottostante con la naginata. Quando gocce di acqua salata caddero dalla punta, formarono la prima isola, Onogoro-shima. Izanagi e Izanami discesero quindi dal ponte del cielo e stabilirono la loro casa sull'isola e diedero forma alle grandi otto isole e le successive divinità.
Nel testo del Nihon shoki è presente un'annotazione che recita: "Ni è un gioiello", il che significa che Ame-no-Nuboko è una lancia decorata con gioielli.